# Beth Rodford
Beth Rodford (ur. 28 grudnia 1982 w Burton-upon-Trent) – brytyjska wioślarka.

## Osiągnięcia
- Mistrzostwa Świata – Gifu 2005 – ósemka – 5. miejsce[1].
- Mistrzostwa Świata – Eton 2006 – ósemka – 8. miejsce[1].
- Mistrzostwa Świata – Monachium 2007 – dwójka bez sternika – 12. miejsce[1].
- Igrzyska Olimpijskie – Pekin 2008 – ósemka – 5. miejsce[1].
- Mistrzostwa Świata – Poznań 2009 – czwórka podwójna – 5. miejsce[1].